# BSG Motor Stralsund
Die BSG Motor Stralsund war eine Betriebssportgemeinschaft in Stralsund. Die BSG Motor Stralsund war vor allem für ihre auch international erfolgreichen Gewichtheber bekannt, hatte aber auch Erfolge der Ringer, der Handballerinnen und der Fußballer aufzuweisen. Mit Hilfe der wirtschaftsstarken Volkswerft Stralsund als Trägerbetrieb wurde sie schnell zur größten Sportgemeinschaft der Stadt und bot 1955 Sport in 20 Abteilungen an. Die Mitgliederzahl stieg von 689 im Jahr 1955 auf etwa 1300 im Jahr 1960 und auf 2395 im Jahr 1980. Im Jahr 1990 wurde die Betriebssportgemeinschaft aufgelöst. Als Nachfolger der BSG Motor für einige Sportarten sieht sich der im August 1990 wiedergegründete TSV 1860 Stralsund.

## Feldhockey
Im Feldhockey erreichte die männliche Jugend der BSG Motor Stralsund 1979 den dritten Platz der DDR-Meisterschaft, 1984 wurde sie Vizemeister. Die weibliche Jugend wurde 1979 Dritte und im Jahr 1984 Vizemeister.

## Fußball
Der am 17. August 1860 gegründete Männer-Turnverein Stralsund besaß eine Fußballabteilung, bis sich diese 1924 als SV Viktoria Stralsund ausgliederte. Von 1934 an wurde auch beim TSV 1860 Stralsund, wie der Verein nun hieß, wieder Fußball gespielt; einziger überregionaler Erfolg war das Erreichen der Aufstiegsrunde zur Gauliga Pommern 1943/44, bei der der TSV 1860 Stralsund jedoch dem LSV Stolpmünde und der BSG Pölitz unterlag und somit nicht in die damals erstklassige Gauliga Pommern aufstieg. Nach dem Zweiten Weltkrieg wurde der TSV 1860 Stralsund infolge des von der sowjetischen Besatzungsmacht initiierten allgemeinen Vereinsverbots aufgelöst. Im Rahmen des zugelassenen Sportbetriebs auf lokaler Ebene spielten drei Stralsunder Fußballmannschaften in der obersten Landesklasse des Landes Mecklenburg-Vorpommern (später entfiel der Landesteilzusatz "Vorpommern"), der Fußball-Landesklasse Mecklenburg 1946/47: Der SV Viktoria, der TSV 1860, die SG Sundia Stralsund und die SG Strela Stralsund. In der Fußball-Landesklasse Mecklenburg 1947/48 war die SG Stralsund, die aus der Fusion von SG Sundia Stralsund und SG Strela Stralsund entstanden war, aktiv. Nach einer Namensänderung war Stralsund in der Fußball-Landesklasse Mecklenburg 1948/49 durch die ZSG der VEB Stralsund vertreten, sogenannter Trägerbetrieb war die Volkswerft Stralsund. Eine weitere Namensänderung zu ZSG Aktivist Stralsund folgte, die ZSG Aktivist spielte in der nunmehr nur noch zweitklassigen Fußball-Landesklasse Mecklenburg 1949/50 und qualifizierte sich für deren Endrunde, verpasste aber den Aufstieg. In der Folgesaison war die Landesklasse nur mehr drittklassig, die Stralsunder spielten in der Fußball-Landesklasse Mecklenburg 1950/51 unter dem Namen ZSG Anker Stralsund.
In der letzten Saison der Landesklasse, der Fußball-Landesklasse Mecklenburg 1951/52, spielte die Stralsunder Mannschaft unter dem Namen BSG Motor Stralsund, das Team wurde der Fußball-Bezirksliga Rostock (die Bezirksliga war die höchste Spielklasse in den DDR-Bezirken, die anstelle der Länder gegründet wurden) zugeordnet.
Im Jahr 1955 wurde die Mannschaft Bezirksmeister und qualifizierte sich dadurch für die drittklassige II. DDR-Liga. Es folgte bis 1962 ein Wechselspiel zwischen dritter und vierter Spielklasse, und als es schien, dass sich Stralsund mehr als zwei Jahre in der II. DDR-Liga halten könnte, wurde diese aufgelöst und der eigentlich gute sechste Platz am Ende der Saison 1962/63 bedeutete die Rückstufung in die Bezirksliga. Dort spielte die BSG drei Jahre, ehe 1966 mit der vierten Bezirksmeisterschaft der Aufstieg in die zweitklassige DDR-Liga gelang. Doch konnte die Mannschaft in der Spielzeit 1966/67 die Klasse nicht halten, und nach der Bezirksligasaison 1967/68 stieg Stralsund gar in die viertklassige Bezirksklasse ab. Nach dem Wiederaufstieg 1969 spielte Motor Stralsund neun Jahre lang wieder in der Bezirksliga. Zwischenzeitlich wurde die BSG Motor dadurch geschwächt, dass sie zur Stärkung der von Rostock umgesiedelten Armeesportgemeinschaft Vorwärts Stralsund die meisten Jugendmannschaften an die Armeesportler abtreten musste. Nach dem mit der fünften Bezirksmeisterschaft im Jahr 1978 verbundenen Aufstieg in die Zweitklassigkeit konnte in der DDR-Liga-Saison 1978/79 mit nur drei Siegen die Klasse nicht gehalten werden. Erst 1983 gelang erneut der Aufstieg, aber nach acht Siegen in der DDR-Liga der Saison 1983/84 stieg das auf dem achten Platz der Staffel A liegende Team erneut in die Bezirksliga ab.
Nach Ende der Saison 1988/89 wurde die Armeesportvereinigung, Träger des Ortsrivalen ASG Vorwärts Stralsund, im Zuge der „Wende“ aufgelöst. Vorwärts Stralsund hatte die Saison 1988/89 der DDR-Liga auf dem achten Platz beendet. Die Spieler der ASG wurden von der BSG Motor Stralsund übernommen, welche auch den Startplatz der ASG in der DDR-Liga übernahm. In der Saison 1989/90 belegte das Team der BSG Motor Stralsund Platz 10 der Staffel A und qualifizierte sich damit für die neue NOFV-Oberliga.
Am 17. August 1990 wurde der TSV 1860 Stralsund neu gegründet.
Für die weitere Entwicklung der höherklassigen Stralsunder Fußballvereine siehe TSV 1860 Stralsund, Abschnitt „Fußball“, und Vorwärts Stralsund, Abschnitt „Nachfolgemannschaften“.
Für bekannte Fußballer der BSG Motor Stralsund siehe Kategorie:Fußballspieler (Motor Stralsund).

## Gewichtheben
Zu den erfolgreichen Sportarten in der BSG Motor Stralsund zählte das Gewichtheben.
Die Gewichtheber erreichten von 1948 an über 90 Medaillenplätze bei Olympischen Spielen und Welt- und Europameisterschaften, dazu über 120 Verbandsmeisterschaftstitel. Zu den erfolgreichsten Gewichthebern zählten Jürgen Heuser, Helmut Losch und Andreas Behm. In den Jahren 2000, 2001, 2004 und 2005 wurden die Gewichtheber des TSV 1860 Stralsund Deutscher Meister, 2002 und 2003 Vize-Meister.
Zu den bekannteren Gewichthebern der BSG Motor Stralsund siehe Kategorie Gewichtheber TSV 1860 Stralsund.

## Handball
Am erfolgreichsten waren die Handballfrauen der BSG Motor Stralsund. Sie spielten vier Spielzeiten in der höchsten Spielklasse der DDR. Die Männer waren in der zweiten Liga aktiv.
Im Jahr 1996 wurde als Nachfolger der Stralsunder HV gegründet.

### Handball der Frauen
In den 1960er und 1970er Jahren spielte die 1. Frauenmannschaft in der Oberliga, der höchsten Spielklasse in der Deutschen Demokratischen Republik. Die Mannschaft der BSG Lokomotive, die 1968 in die Oberliga aufgestiegen war, wechselte 1969 zur BSG Motor Stralsund.
| Bilanz in Liga und Oberliga | Bilanz in Liga und Oberliga | Bilanz in Liga und Oberliga | Bilanz in Liga und Oberliga | Bilanz in Liga und Oberliga | Bilanz in Liga und Oberliga | Bilanz in Liga und Oberliga | Bilanz in Liga und Oberliga | Bilanz in Liga und Oberliga | Bilanz in Liga und Oberliga |
| Spielzeit                   | Spielklasse                 | Platz                       | Punkte                      | Tore                        | Spiele                      | Siege                       | Remis                       | Verloren                    | Anmerkung                   |
| --------------------------- | --------------------------- | --------------------------- | --------------------------- | --------------------------- | --------------------------- | --------------------------- | --------------------------- | --------------------------- | --------------------------- |
| 1966/1967                   | Liga (Staffel Nord)         | 03.                         | 28:08                       | 179:137                     | 0?                          | 0?                          | 0?                          | 0?                          |                             |
| 1967/1968                   | Liga (Staffel Nord)         | 01.                         | 0?:0?                       | 0?:0?                       | 0?                          | 0?                          | 0?                          | 0?                          | Aufstieg                    |
| 1968/1969                   | Oberliga                    | 10.                         | 04:32                       | 155:275                     | 18                          | 02                          | 0                           | 16                          | Abstieg                     |
| 1969/1970                   | Liga (Staffel Nord)         | 01.                         | 36:0                        | 288:118                     | 18                          | 18                          | 0                           | 0                           | Aufstieg                    |
| 1970/1971                   | Oberliga                    | 04.                         | 18:18                       | 214:230                     | 18                          | 09                          | 0                           | 09                          |                             |
| 1971/1972                   | Oberliga                    | 09.                         | 07:29                       | 203:293                     | 18                          | 02                          | 03                          | 13                          |                             |
| 1972/1973                   | Oberliga                    | 10.                         | 02:34                       | 088:404                     | 18                          | 01                          | 0                           | 17                          | Abstieg                     |
| 1973/1974                   | Liga (Staffel Nord)         | 10.                         | 00:0                        | 00:0                        | 0                           | 0                           | 0                           | 0                           | Rückzug und Abstieg         |

Der höchste Heimsieg in der Oberliga war ein 20:11 gegen die BSG Post Magdeburg in der Spielzeit 1970/1971. Der höchste Auswärtssieg war das 20:15 in der Spielzeit 1971/1972 bei der BSG Lokomotive Rangsdorf. Die höchste Heimniederlage war ein 5:30 gegen den SC Leipzig in der Spielzeit 1972/1973, die höchste Auswärtsniederlage gab es in derselben Spielzeit beim TSC Berlin mit einem 5:31.

### Handball der Männer
Die 1. Männermannschaft spielte in den 1970er und 1980er Jahren drei Jahre in der 2. Liga.

## Motorsport
Die Motorsportgruppe der BSG Motor Stralsund wechselte im Jahr 1958 in den neu gegründeten Stralsunder Speedwayclub.

## Ringen
Zu den erfolgreichen Sportarten zählte in den 1950er Jahren das Ringen. Mathias Welsch, Herbert Grühl und Klaus-Peter Kossow starteten für die BSG Motor.
In den 1970 und 1980er Jahren konzentrierte sich die Arbeit auf den Nachwuchsbereich, um Talente in die Leistungszentren zu delegieren. Die Stralsunder Ringer sind im Jahr 2018 im 1992 gegründeten Feuerwehrsportverein (FSV) Stralsund aktiv. Der FSV ist der Nachfolgeverein vom PSV Stralsund (ehemals SG Dynamo Stralsund Ost) und der Ringerabteilung des TSV 1860 Stralsund (ehemals Motor Stralsund).

## Schach
Schach wurde in der BSG Motor ab 1952 gespielt. Seit 1963 trug man den Ostseepokal aus, ein internationales Blitzschach-Turnier für Mannschaften. Zweimal spielte Motor Stralsund in der Oberliga, der damaligen 2. Liga der DDR. Dirk Poldauf wurde zweimal DDR-Jugendmeister. 1990 fusionierte die Schachsektion mit der Schachabteilung des Polizeisportvereins Stralsund. In den 1990er-Jahren spielte die Jugendabteilung in der Jugendbundesliga.